# الهيئة العامة للمنشآت الصغيرة والمتوسطة
الهيئة العامة للمنشآت الصغيرة والمتوسطة المعروفة اختصاراً باسم (منشآت) هي هيئة سعودية، أنشئت عام 2016، تهدف لدعم وتمكين المنشآت الصغيرة والمتوسطة بالتعاون مع القطاعين العام والخاص، والمساهمة في استدامتها وجعلها عنصراً مساهماً ومحركاً أساسياً للاقتصاد في المملكة.
بحسب تقرير التنافسية العالمي 2019 تقدمت المملكة 17 مرتبة عن العام 2018 في كل من مؤشري «تمويل المنشآت الصغيرة والمتوسطة» و«توفر رأس المال الجريء»، إذ حلت في المرتبتين 19 و12 على التوالي.
وفي 18 يوليو 2024 حصلت الهيئة العامة للمنشآت الصغيرة والمتوسطة "منشآت" ممثلة في الإدارة العامة للتقنية والحلول الرقمية، على شهادة الأيزو 20000 لنظام إدارة خدمات تقنية المعلومات.

## أهدافها
- دعم المشاريع الصغيرة والمتوسطة بمصادر دخل متنوعة.
- وضع معايير خاصة لقبول تمويل المنشآت.
- تقديم الدعم الإداري بجانب الدعم المادي.
- تحفيز البنوك في الاستثمار في المنشآت من خلال تمويلها وإقراضها.
- المساهمة من خلال برامجها المقدمة في تنمية المنشآت.[5]

## نشاط الهيئة
يقوم نشاط الهيئة على 4 محاور مهمة:
- الاستشارات:

تقديم الاستشارات لرواد الأعمال وأصحاب المنشآت الصغيرة والمتوسطة.
- دعم الأعمال:

دعم المنشآت وتمكينها عن طريق تقديم الخدمات أو البرامج المناسبة لهم.
- الإرشاد:

إرشادهم وزيادة ثقافتهم في ريادة الأعمال.
- التدريب:

تقديم برامج تدريبية في الإدارة والتسويق وكيفية تحقيق المهنية في الأعمال.
تساعد الهيئة أيضًا المشاريع والشركات في الحصول على تمويل عبر بنك المنشآت الصغيرة والمتوسطة التابع لبرنامج صندوق التنمية الوطني، والإشراك في برامج احتضان الأعمال ومسرعات الأعمال.

## الخدمات التي تقدمها الهيئة
- التجارة الإلكترونية: تقدم الهيئة حزمة من البرامج والخدمات التي تمكّن رواد الأعمال من الاستفادة من فرص التجارة الإلكترونية وتدعم تحول المنشآت القائمة إلى التجارة الإلكترونية.
- تأسيس المتاجر الإلكترونية: خدمة «دعم تأسيس المتاجر الإلكترونية» تهدف إلى دعم المتاجر التقليدية للاستفادة من إمكانات التجارة الإلكترونية من خلال تسهيل عملية فتح المتجر الإلكتروني بطريقة نظامية وموثقة.
- مسرعات الأعمال: هي برامج مكثفة تطلقها الهيئة بالتعاون مع شركائها من القطاع العام والخاص، لتسريع نمو وتوسّع الشركات الريادية والناشئة خلال فترة زمنية تتراوح غالباً من ثلاثة إلى ستة أشهر من خلال توفير مساحات للعمل وخدمات لتطوير الأعمال وخدمات استشارية وإرشادية وتوجيهية وتدريبية، كذلك المشاركة في الفعاليات المختلفة، بالإضافة لتقديم تمويل للمشروع أو منحة مالية، وفرص الوصول للمستثمرين مقابل الحصول على حصة من الشركة الناشئة.
- مبادرة استرداد: مبادرة مشتركة بين الهيئة ووزارة المالية ضمن خطة برنامج تحفيز القطاع الخاص، تقوم على استرداد رسوم حكومية مختارة مدفوعة من قبل المنشآت الصغيرة والمتوسطة الجديدة والناشئة في جميع القطاعات للشركات وبعض القطاعات المحددة للمؤسسات.
- أطلس الأعمال: خدمة معلوماتية تتلخص بجمع بيانات متنوعة ذات طابع جغرافي موجهة للمنشآت الصغيرة والمتوسطة والمقبلين على ممارسة العمل التجاري لتقدم لهم مصدرًا للبيانات.
- مزايا منشآت: منصة تهدف إلى دعم المنشآت الصغيرة والمتوسطة بتقديم خدمات ومزايا متنوعة ومميزة بأسعار منافسة ومدعومة جزئياً أو كلياً لتخفيض تكاليف التشغيل وزيادة كفاءة المنشآت.
- أكاديمية منشآت: خدمة نقدم من خلالها عدة دورات تدريبية تكون في قاعاتنا المجهزة أو من خلال المنصات الإلكترونية ونوفر من خلالها عدد من البرامج خاصة برواد الأعمال وأصحاب المنشآت والأفكار.
- الامتياز التجاري: منصة شاملة تهتم بفتح آفاق الامتياز التجاري لرواد الأعمال، تربط بين أصحاب العلامات التجارية والراغبين بالحصول على الامتياز التجاري، وتحتوي على وفرة من المعلومات والمواد التوعوية عن أنظمة الامتياز التجاري السعودي.

## المنشآت المعنية بالدعم
منشآت متناهية الصغر: يكون عدد موظفيها من 1 إلى 5 موظفين. وإيراداتها السنوية من صفر إلى 3 ملايين ريال سعودي.
منشآت صغيرة: يكون عدد موظفيها من 6 إلى 49 موظف. وإيراداتها السنوية من 3 إلى 40 مليون ريال سعودي.
منشآت متوسطة: يكون عدد موظفيها من 50 إلى 249 موظف، وإيراداتها السنوية من 40 إلى 200 مليون ريال سعودي.

## دورها في رؤية 2030
تنظم الهيئة منتديات ومؤتمرات مثل مؤتمر بيبان لتحقيق أهداف رؤية 2030 برفع مساهمة المنشآت الصغيرة والمتوسطة في الناتج المحلي الإجمالي من 20% إلى 35% للمنافسة مع مجموعة دول العشرين الأكبر اقتصاداً في العالم «G20».
وخلق فرص توظيف من خلالها مناسبة للمواطنين في كافة أنحاء المملكة.

## المبادرات

### مبادرة الاستثمار الجريء
هي مبادرة تهدف إلى تحفيز القطاع الخاص من خلال الاستثمار في المنشآت التي في مرحلة التأسيس، عن طريق برامج الاستثمار في الشركات الناشئة والاستثمار في الصناديق والاستثمار بالمشاركة، عبر تأسيس صندوق رأس مال جريء حكومي بمبلغ 2.8 مليار ريال.

### مبادرة الإقراض غير المباشر
تقدم التمويل والإقراض للمنشآت الصغيرة والمتوسطة عن طريق شركات التمويل المعتمدة في المملكة، وهي مبادرة مخصصة للمنشآت التي تمارس أعمالها لمدة لا تقل عن سنة.

### مبادرة استرداد
هي مبادرة تضمن استرداد رسوم حكومية مختارة مدفوعة من قبل المنشآت الصغيرة والمتوسطة الجديدة والناشئة في جميع القطاعات، على أن تكون المنشأة بدأت نشاطها بعد تاريخ 1-1-2016م.

## مجلس الإدارة
معالي د. ماجد بن عبد الله القصبي رئيس مجلس الإدارة
أ. سامي بن إبراهيم الحسيني محافظ الهيئة -عضواً
م. سلطان بن عبدالعزيز الحميدي بنك التنمية الاجتماعية - عضواً
م. محمد بن أحمد الربيعان وزارة الاتصالات وتقنية المعلومات - عضواً
م. البدر بن عادل فوده وزارة الصناعة والثروة المعدنية - عضواً
د. بدر بن هزاع العتيبي البنك المركزي السعودي - عضواً
أ. تركي بن عبد الله الجعويني صندوق تنمية الموارد البشرية - عضواً
أ. راكان بن عبد الله آل الشيخ ممثل وزارة الاقتصاد والتخطيط - عضواً
سمو الأمير سلطان بن خالد آل سعود صندوق التنمية الصناعية السعودي - عضواً
أ. سلمان بن محمد التخيفي وزارة التجارة - عضواً
م. عبد الرحمن بن محمد الزغيبي ممثل وزارة البيئة والمياه والزراعة - عضواً
أ. عبدالله بن سعود الرميح ممثل القطاع الخاص - عضواً
أ. فوزان بن محمد الفوزان ممثل القطاع الخاص - عضواً
أ. عبد الوهاب بن إبراهيم البابطين وزارة المالية - عضواً
أ. عمار محمد نور الطف وزارة الاستثمار - عضواً
أ. مراد بن علي العروي مجلس الغرف السعودية - عضواً
د. ناصر العقيلي وزارة التعليم - عضواً
أ. مهند بن أحمد العيسى وزارة الموارد البشرية والتنمية الاجتماعية - عضواً
د. خالد بن عبدالرحمن الدكان مدينة الملك عبد العزيز للعلوم والتقنية - عضواً 